# Pangda
Pangda (庞达 村) est un village construit et occupé par la Chine en territoire Bhoutanais sur le plateau de Doklam à l'est de la frontière triple entre l'Inde, le Bhoutan et la Chine. Le village est construit en 2020 à la suite de tensions frontalières avec l'Inde; des familles chinoises y sont installées la même année.

## Histoire

### Contexte initial (2017-2020)
En 2017, des escarmouches éclatent entre les forces indiennes et chinoises le long du plateau de Doklam après des tentatives chinoises de prolonger une route à travers le ruisseau Doka La et vers un poste frontière indien.
Après plusieurs pertes des deux côtés, l'Inde et la Chine retirent leurs forces le 18 août 2017 vers les positions occupées avant la crise, mettant fin à l'impasse. Malgré la désescalade, les images satellites montrent que la Chine a continué à se développer et à renforcer sa présence dans la région contestée le long de la frontière.

### Construction du village de Pangda (2020)
Des images satellites du 28 octobre 2020 révèlent la présence d'un nouveau village sur les rives de la rivière Torsa. Les médias d'Etat chinois annoncent accidentellement la nouvelle de la construction du village en révélant la construction d'un « nouveau village tibétain » et annonçant que des habitants du village voisin de Shangdui dans le comté de Yadong y avaient emménagé dès septembre 2020.

### Suites
En 2022, des images satellites de Maxar Technologies montrent que toutes les maisons du village semblent habitées (des voitures sont garées devant chaque maison) et qu'une « chaussée toutes saisons » pénètre 10 km à l'intérieur des frontières du Bhoutan le long des rives de la rivière Amo Chu.

## Objectifs de la Chine
La construction du village s'accompagne de la création d'une importante route de 9 km dans la vallée de la rivière Torsa reliant le territoire chinois à la ligne de crête de Zompelri. Cette ligne forme un passage naturel offrant à la Chine la possibilité de prendre à revers la garnison de l'armée indienne située sur la frontière au niveau de Doka La, un point que la Chine a déjà tenté de s'approprier,.
L'Inde voit également le renforcement de la présence chinoise à ses frontières comme une menace pesant sur le corridor de Siliguri, zone stratégique clef reliant l'Inde du Nord-Est au reste du pays et qui n'est large par endroits que d'une cinquantaine de kilomètres. La forte implantation chinoise autour de la région faciliterait la prise de ce point clé par la Chine en cas de conflit ce qui lui offrirait de facto le contrôle de toute la région.

## Géographie
Le village de Pangda est construit en territoire bhoutanais à environ 2,5 kilomètres de la frontière,. Il est bâti directement sur les rives de la rivière Torsa. Il semble avoir été construit sur un banc de sable et est situé dans une vallée fluviale de l'Himalaya oriental. Une route mène hors du village et un petit mur de soutènement a été construit pour empêcher les inondations liées aux crues.

## Démographie
Selon les médias d'état chinois, 27 ménages habitent dans le village représentant un total de 124 personnes.